# Чукса
Чукса́ — река в центральной части Челябинской области России, протекает по территории Пластовского района. Левый приток реки Кабанка (бассейн Тобола). Длина — 9 км.
Истоки расположены в урочище Михелино поле (Пластовский район). Течёт в юго-восточном направлении по открытой местности. Впадает в Кабанку слева в 40 км от её устья. Приметных притоков нет.
На берегах Чуксы расположено село (ранее посёлок) Чукса. Практически на всём своем протяжении река пересыхающая.

## Использование
На реке построен небольшой пруд для снабжения водой посёлка.

## Данные водного реестра
По данным государственного водного реестра России относится к Иртышскому бассейновому округу, водохозяйственный участок реки — Увелька, речной подбассейн реки — Тобол. Речной бассейн реки — Иртыш.